# Bystrá lávka
Bystrá lávka (polnisch Bystra Ławka) ist eine 2300 m n.m. hohe Scharte auf der slowakischen Seite der Hohen Tatra. Die Scharte überquert den Seitengrat Solisko südlich des Bergs Furkotský štít, trennt die Felsturmgruppen Bystré hrby und Bystré vežičky voneinander und verbindet die Täler Mlynická dolina im Osten und Furkotská dolina im Westen.
Der Name ist relativ neu: zum ersten Mal wurde er 1988 vom slowakischen Bergsteiger Arno Puškáš verwendet und ist vom nahen Sattel Bystré sedlo abgeleitet. Der Name bedeutet so viel wie „Steiler Steg“, da das Wort bystrá hier die Bedeutung „steil“ hat. 1993 wurde der gelb markierte Wanderweg am Übergang von der Mlynická dolina in die Furkotská dolina vom Bystré sedlo hierher verlegt. Die exponierten Stellen sind durch Ketten gesichert.